# Grave Pleasures
Grave Pleasures ist eine finnische Post-Punk-Band aus Helsinki. 

## Geschichte

### Beastmilk (2010 bis 2015)
Die Band wurde im Jahre 2010 unter dem Namen Beastmilk gegründet. Zu den Gründungsmitgliedern gehörten der Sänger Mat McNerney, der unter dem Pseudonym „Kvohst“ zwischen 2006 und 2008 bei der Band Dødheimsgard sang, dem Gitarristen Johan „Goatspeed“ Snell, dem Bassisten Valtteri Arino und dem Schlagzeuger Paile. Der Bandname wurde dem Buch White Stains von Aleister Crowley entnommen. Noch im Gründungsjahr veröffentlichten Beastmilk das Demo White Stains on Black Tape. Das deutsche Magazin Metal Hammer kürte das Werk zum Demo des Monats und stellte die Band in ihrer Rubrik „Helden von Morgen“ vor. Beastmilk wurden von Svart Records unter Vertrag genommen und veröffentlichten am 2. April 2012 die EP Use Your Deluge. 
Ein Jahr später folgte das Debütalbum Climax, welches auf Platz 33 der finnischen Albumcharts einstieg. Das Album wurde vom Converge-Gitarristen Kurt Ballou in dessen Studio aufgenommen und am 29. November 2013 veröffentlicht. Bei den Metal Hammer Awards 2014 wurde Climax als bestes Debütalbum ausgezeichnet. Außerdem wurden Beastmilk in der Kategorie Up and Coming nominiert, der Preis ging jedoch an Insomnium. Im Sommer 2015 spielte die Band beim Tuska Open Air Metal Festival, ehe im Herbst 2014 eine Europatournee im Vorprogramm von In Solitude folgte. Die Schwedin Linnéa Olsson, die zuvor bei The Oath spielte, schloss sich Beastmilk als zweite Gitarristin an. Im Folgejahr kam es zu Spannungen zwischen Johannes „Goatspeed“ Snell und dem Rest der Band. Snell stieg schließlich aus und wurde durch Juho Vanhanen ersetzt, der zuvor bei Oranssi Pazuzu spielte. Auch Schlagzeuger Paile verließ die Band. Gleichzeitig änderten Beastmilk ihren Namen in Grave Pleasures.

### Grave Pleasures (seit 2015)
Neuer Schlagzeuger wurde Uno Bruniusson, der zuvor bei In Solitude spielte. Grave Pleasures unterzeichneten einen Vertrag mit Sony Music und nahmen mit dem Produzenten Tom Dalgety ihr zweites Studioalbum auf. Dreamcrash erschien am 4. September 2015 über Columbia Records und einen Monat später in den USA über Metal Blade. Das Album stieg auf Platz 47 der finnischen Albumcharts ein. Es folgten Festivalauftritte beim Hellfest, Rockavaria, Rock im Revier und dem Reeperbahn Festival. Bei den Metal Hammer Awards 2016 wurde Dreamcrash in der Kategorie Bestes Debütalbum nominiert, obwohl es das zweite Album war. Der Preis ging an Abbath für sein selbstbetiteltes Album. Im Frühjahr 2017 verließ Linnéa Olsson die Band wieder und wurde durch Aleksi Kiiskilä ersetzt.
Im Juni 2017 unterzeichneten Grave Pleasures einen Vertrag bei Century Media. Mit dem Produzenten Jaime Gomez Arellano nahm die Band ihr drittes Studioalbum Motherblood auf, welches am 29. September 2017 erschien. Im gleichen Jahr erschien auch noch die EP Funeral Party.

## Stil
Sänger Mat „Kvohst“ McNerney beschreibt die Musik als eine Mischung aus apokalyptischem Pop und psychedelischem Punk. Als Haupteinflüsse nannte er Crisis, Rudimentary Peni, Serge Gainsbourg, Joy Division, Sonic Youth und France Gall.

## Diskografie

### Alben
| Jahr                | Titel Musiklabel          | Höchstplatzierung, Gesamtwochen, AuszeichnungChartplatzierungen (Jahr, Titel, Musiklabel, Platzierungen, Wochen, Auszeichnungen, Anmerkungen) | Höchstplatzierung, Gesamtwochen, AuszeichnungChartplatzierungen (Jahr, Titel, Musiklabel, Platzierungen, Wochen, Auszeichnungen, Anmerkungen) | Anmerkungen                              |
| Jahr                | Titel Musiklabel          | DE | FI | Anmerkungen                              |
| ------------------- | ------------------------- | --- | --- | ---------------------------------------- |
| als Beastmilk       |                           | | |                                          |
|                     |                           | | |                                          |
| 2013                | Climax Svart Records      | — | FI33 (3 Wo.)FI | Erstveröffentlichung: 29. November 2013  |
| als Grave Pleasures |                           | | |                                          |
|                     |                           | | |                                          |
| 2015                | Dreamcrash Metal Blade    | — | FI47 (1 Wo.)FI | Erstveröffentlichung: 4. September 2015  |
| 2017                | Motherblood Century Media | — | — | Erstveröffentlichung: 29. September 2017 |
| 2023                | Plagueboys Century Media  | DE66 (1 Wo.)DE | — | Erstveröffentlichung: 21. April 2023     |

### Sonstige
- 2010: White Stains on Black Tape (Demo)
- 2012: Use Your Deluge (EP)
- 2017: Funeral Party (EP)

## Auszeichnungen
Metal Hammer Awards
| Jahr | Kategorie         | für        | Resultat  |
| ---- | ----------------- | ---------- | --------- |
| 2014 | Bestes Debütalbum | Climax     | Gewonnen  |
| 2014 | Up and Coming     | Beastmilk  | Nominiert |
| 2016 | Bestes Debütalbum | Dreamcrash | Nominiert |